# Sévère Sebôkht
Sévère Sebokht est un évêque et savant syrien, né à Nisibe (Syrie) vers 575 et mort à Qinnasrin (appelé aussi Kennesrin ou Qenneshrê), en Syrie, en 667.

## Biographie
Sévère Sebokht est l'une des figures de proue de la culture ecclésiastique, philosophique et scientifique de la Syrie de l'Antiquité tardive, bien que peu d'éléments de sa vie soient connus.
Né sur le territoire perse à Nisibe, il enseigne à l’École théologique de Nisibe, puis, en 612, quitte son poste après une querelle doctrinale entre nestoriens. Il se rattache à l'Église monophysite syrienne, et réside au monastère de Kennesrin (le « nid d'aigle ») près d'Europos sur la rive de l'Euphrate, l'un des hauts lieux du savoir grec de l'est de la Syrie, puis est consacré évêque du même titre. Il a continué à écrire au moins jusqu'en 665.
Comme beaucoup de ses contemporains, Sévère était biculturel, participant à l'influence grecque byzantine tout en étant complètement immergé dans son milieu culturel syrien. Il n'a, cependant, cessé de critiquer la tendance à l'hégémonie culturelle du monde parlant le grec sur celui des provinciaux.

## Œuvre
Il enseigne et commente la philosophie d'Aristote, en particulier  la logique et les syllogismes ; Sévère a écrit, en 638, un traité sur les syllogismes dans les Premiers Analytiques et des commentaires sur d'autres textes philosophiques.  
Il a traduit en syriaque le commentaire de Paul le Perse sur le traité De l'interprétation d'Aristote.
Sévère a aussi joué un rôle important dans la transmission de concepts indiens en Syrie et en définitive dans le monde islamique. Dans un passage célèbre, il mentionne pour la première fois dans l'Orient grec les neuf symboles numériques utilisés en Inde.

### Astronomie
C’est en matière d'astronomie, cependant, que l’apport de Sévère a été le plus important.  Il se présente, en rupture avec la conception a-scientifique de l'ancienne École d'Antioche, comme un maillon fondamental dans la transmission des connaissances astronomiques ptolémaïques vers le monde syriaque et de là à la civilisation islamique.  Il était familier avec « Les tables faciles » de Ptolémée, et il semble qu'il ait traduit l'Almageste en syriaque. De même, il est un lien important dans la transmission de l'astrolabe grec.  
Dans plusieurs passages de ses œuvres astronomiques, il se positionne fermement pour la méthode scientifique et s'oppose à l'astrologie spéculative.
Sévère a apporté deux contributions majeures en l'astronomie.

#### L'astrolabe
Le premier ouvrage, Traité sur l'Astrolabe, est composé en deux parties :
- la première est une description générale, y compris des renseignements sur les éléments de base de l'instrument — les disques, l'araignée, le réglage dioptrique, les zones ;
- les instructions sur son utilisation effective constituent la deuxième partie de l'ouvrage, divisé en 25 chapitres, dont deux (12, 20) sont manquants.

Ces chapitres couvrent les applications de l'instrument :
- la détermination de l'heure de la journée et la nuit (1-3) ;
- la longitude du Soleil, la Lune et les planètes et la latitude de la Lune (4-6) ;
- la vérification de l'instrument (7-8) ;
- la constatation du lever et coucher de divers signes (9-10, 25) ;
- la durée du jour au cours de l'année (11) ;
- la localisation géographique, la longitude et la latitude de villes et les différences des midis locaux (13-15) ;
- les ascensions sur la sphère droite (16) ;
- les latitudes de l'observateur et de chaque climat[4] (17-18) ;
- la longitude et la latitude des étoiles et leur visibilité première et la dernière (19, 21) ;
- l'écliptique et la déclinaison du soleil (22-23) ;
- les cinq zones sur les sphères célestes et terrestres (24).

#### Les constellations
Le second ouvrage astronomique de Sévère, Traité sur les constellations, a été écrit en 660. Dix-huit chapitres originaux ont été conservés : 
- les cinq premiers chapitres sont une critique scientifique des allégations astrologiques et poétique sur les origines et la signification des constellations. Les  figures des constellations sont le résultat de l'imagination humaine. Fait important, le chapitre 4 comprend des extraits des Phénomènes d'Aratus concernant bon nombre des constellations ;
- les 13 autres chapitres (6-18) sont consacrés à une analyse scientifique des cieux et de la Terre. Ici Sévère décrit les 46 constellations et leurs étoiles remarquables. Il traite également de la géographie céleste de la Voie Lactée et les dix « cercles » du ciel, y compris les tropiques, l'équateur, le méridien, l'horizon et l'écliptique ;
- dans trois chapitres (14-16) Sévère décrit les sept zones climatiques, leur emplacement et leur étendue, leur relation avec le Soleil, la longueur des jours et des nuits dans chacune, conformément aux « tables faciles » de Ptolémée ;
- dans les deux derniers chapitres, Sévère traite de l’étendue de la Terre et du ciel et des régions habités et inhabitées de la Terre.

En 665, Sévère annexe à ce travail neuf chapitres supplémentaires, qui visent à répondre à diverses questions astronomiques, cosmologiques et mathématiques posés par Basile de Chypre, un dignitaire religieux en visite. Sont inclus les traitements des conjonctions de planètes et divers points sur les zones climatiques, l'astrolabe, la détermination de la date de Pâques en avril 665, et la date de la naissance du Christ.
Dans d'autres passages existants dans les manuscrits, Sévère traite des phases de la Lune et des éclipses, les expliquant scientifiquement pour dissiper l'idée populaire selon laquelle un dragon était responsable de tels événements.

## Postérité
« Ses élèves ont constitué le véritable relais avec la tradition scientifique arabe naissante puisqu'ils ont vécu et enseigné comme sujets du nouvel empire. Parmi eux, il y a Jacques d'Édesse (633-708) qui a traduit une partie de l'œuvre médicale de Galien, Athanase II d'Antioche et Georges, évêque des Arabes, qui ont fait connaître, en syriaque, L'Isagoge de Porphyre, L'Organon et les Catégories d'Aristote. »

### Manuscrits
Les manuscrits qui suivent contiennent des œuvres de Sévère Sebokht :
- Paris BNF MSyriaque 346 (ce manuscrit contient une grande quantité d'œuvres de Sévère Sebôkht, et est la principale source de ses œuvres).
- Mingana (Birmingham) 43.
- British Library M. additionnel 14538, 14546, 14660, 17156.
- Berlin M. Petermann I 26 (M. 186 dans le catalogue Sachau).
- Alqosh, monastère Rabban Hormizd (Notre-Dame des Semences), M 50.

### Œuvres
- « Le traité sur l'astrolabe plan de Sévère Sebokt », trad. par François Nau, dans Journal asiatique, 9e ser., 13: 56–101, 238–303 (1899).
- « Le traité sur les Constellations écrit, en 661, par Sévère Sebokt, évêque de Qennesrin », trad. par François Nau, dans Revue de l'Orient chrétien 7, no. 27 (1929): 327–410; 8, no. 28 (1932): 85–100.

### Études
- (en) Sebastian P. Brock, « From Antagonism to Assimilation: Syriac Attitudes to Greek Learning », dans Syriac Perspectives on Late Antiquity, vol. 5, Variorum Reprints, Londres, 1984, p. 17–34, sp. 23–24, 28.
- (en) Thomas Hockey et al. (dir.), The Biographical Encyclopedia of Astronomers, Springer, New York, 2007, p. 1044-1045.
- (en) Matti Moosa (dir. et trad.) The History of Syriac Literature and Sciences, Passeggiata Press, Pueblo, 2000, p. 65, 108 (traduit de I. Aphram Barsoum, Kitāb al‐Luʾluʾ al‐manthūr fī taʾrīkh al‐ʿulūm wa‐ʾl‐ādāb al‐Suryāniyya, Hims, Syrie, 1943).
- François Nau, « La cosmographie au VIIe siècle chez les Syriens », dans Revue de l'Orient chrétien 5, no 18 (1910) : 225–254 (analyse du contenu du manuscrit de la BNF : MS Syr. 346).
- François Nau, « Notes d'astronomie syrienne », dans Journal asiatique, série 10t, 16 (1910) : 209–228, 219–224 (sur les éclipses lunaires et les chiffres indiens).
- (en) Otto Neugebauer, « The Early History of the Astrolabe », dans Isis 40 (1949) : 240–256, sp. 242–245, 251–253.
- (en) Otto Neugebauer, A History of Ancient Mathematical Astronomy, 3 vol. Springer‐Verlag, New York, 1975, vol. 1, p. 7–8, vol. 2, p. 877–878, 1041–1042.
- (en) David Pingree, « The Greek Influence on Early Islamic Mathematical Astronomy », dans Journal of the American Oriental Society 93 (1993) : 32–43, esp. 34–35.
- (en) David Pingree,« The Teaching of the Almagest in Late Antiquity », dans Timothy D. Barnes (dir.), In The Sciences in Greco–Roman Society, Academic Print and Publishing, Edmonton, 1994, p. 73–98, sp. 94–95.
- (en) W. Wright, A Short History of Syriac Literature, Philo Press, Amsterdam, 1966, p. 137–139.